# Караченців
Кара́ченців — село в Україні, у Лозівському районі Харківської області. Населення станом на 1.01.2022 — 82 особи, 40 чол. та 42 жінки. Входить до складу Первомайської міської громади.

## Географія
Село Караченців знаходиться на відстані 2 км від річки Орілька (правий берег). На відстані до 2-х км розташовані села Красне, Червоне, Грушине і Маслівка. По селу протікає пересихаючий струмок з декількома загатами.

## Історія
- У квітні 1924 року в Олексіївському районі вісім сільських рад, і була заснована Масловська сільська рада, в якій об'єднали хутори Маслов і Караченців.
- 1926 — дата заснування як хутора Караченців.(засноване переселенцями із Бішкіна)
- 1928 — змінений статус на село Караченців.
- В 1936 році у хуторі мешкало 70 осіб.
- Общиной «Серп і Молот»  у хуторі Караченців, керував  Никифор Єгорович Горбун, до війни рядовий колгоспник, у вересні 1943 року заарештований НКВС.
- Станом на 1 вересня 1944 року в школі хутора Караченців було 75 учнів, де директором була Панова.
- В 1949 році  у хуторі мешкало  62 людини.
- 1963 року у Первомайській селищній раді належали 14 населених пунктів: Василівка, Високий, Водяне, Грушине, Червоний, Караченців, Кашпурівка, Червоний Жовтень, Маслівка, Нове, Нове Світло, Сиваш, селище Кашпурівка та селищі Первомайський . Населення цих сіл та хуторів складало 12801 особу, з яких у селищі Первомайський проживало 8495 осіб.
- В 1985 році  у селі мешкало  180 осіб.

### Мова
Розподіл населення за рідною мовою за даними перепису 2001 року: 
| Мова       | Кількість | Відсоток |
| ---------- | --------- | -------- |
| українська | 66        | 50.77%   |
| російська  | 64        | 49.23%   |
| Усього     | 130       | 100%     |

1. ↑  Рідні мови в об'єднаних територіальних громадах України — Український центр суспільних даних